# Rullebro
|  | Maskinoversættelse og/eller tvivlsomt indhold Denne sides indhold bærer præg af at være en maskinoversættelse og/eller meget dårligt og uklart formuleret. Det vurderes at sproget er så dårligt og eventuelt forkert eller til at misforstå, at det bør omskrives eller oversættes på ny. Du kan hjælpe med at oversætte til korrekt dansk i denne og lignende artikler. Hvis dette ikke sker inden for kort tid, kan en sletning komme på tale. Se evt. denne sides diskussionsside eller i artikelhistorikken. |

En rullebro eller skydebro er en usædvanlig type af bevægelig bro hvis spand kan rulles horisontalt væk fra overfarten over f.eks. en kanal eller et vandløb for at muliggøre passage af fartøj som er højere end broens sejlfri højde.

## Eksempler
- Rullebroen Lefèbvrebrug i Antwerpens havn
- Rullebroen i Le Havres havn
- Rullebroen i Darłowo
- Vindbron syd om Uppsala
- Lyngs vestligt bro over Göta kanal
- Rullebroen over Strömsholms kanal i Trångfors-området